# New World Symphony
New World Symphony Orchestra (en español: Orquesta Sinfónica del Nuevo Mundo) toma su nombre de la Sinfonía del Nuevo Mundo de Antonín Dvořák; es una orquesta sinfónica integrada por jóvenes instrumentistas egresados de conservatorios musicales con el fin de terminar su preparación profesional antes de incorporarse a orquestas sinfónicas de renombre mundial. Se la conoce como la Academia orquestal americana.

## Historia
La entidad fue fundada en 1987 por el director de orquesta, compositor y pianista estadounidense Michael Tilson Thomas en la ciudad de Miami Beach siguiendo la inspiración de su mentor Leonard Bernstein. Las actividades se desarrollan en el Teatro Lincoln de esa ciudad de la Florida. Desde su fundación la orquesta ha incorporado más de 600 egresados a 160 orquestas del mundo. Michael Tilson Thomas reparte su tiempo entre la Orquesta Sinfónica de Londres, la Orquesta Sinfónica de San Francisco y la New World Symphony.
La New World Symphony lleva a cabo temporadas anuales de conciertos entre noviembre y mayo de cada año con la participación del director y otros directores de orquesta invitados así como compositores, solistas e instrumentistas a cargo de clases magistrales. Por su escenario han desfilado figuras como Luciano Berio, John Adams, Oliver Knussen, Thomas Adès, Emanuel Ax, Gil Shaham, Joshua Bell, y Thomas Hampson. MTT ha llevado a la orquesta en gira por Europa, residencias e intercambios culturales con la Academia de Santa Cecilia en Roma y posibilitado su debut en el Carnegie Hall de Nueva York.
El 25 de enero de 2011 la entidad inaugura un teatro especialmente diseñado por el arquitecto Frank Gehry llamado el New World Campus, con una sala para 757 espectadores y dispositivos experimentales de tecnología de avanzada.

## Estudiantes egresados
Egresados que tocan en orquestas reconocidas en todo el mundo.
Orquesta Sinfónica de Atlanta
- George Curran, trombón
- Michael Kurth, contrabajo
- Brad Ritchie, violonchelo
- Charles Settle, percusión
- Thomas Sherwood, percusión
- Bill Thomas, trombón

Orquesta Sinfónica de Boston
- Glen Cherry, violín
- Jason Horowitz, violín
- Wendy Putnam, violín
- Elizabeth Rowe, flauta
- Keisuke Wakao, oboe

Orquesta Sinfónica de Cincinnati
- Matthew Annin, trompa
- Boris Astafiev, contrabajo
- David Fishlock, percusión
- Stephen Fryxell, viola
- Owen Lee, contrabajo
- Dwight Parry, oboe

Orquesta de Cleveland
- Marc Damoulakis, percusión
- Scott Dixon, contrabajo
- Michael Mayhew, trompa
- Marisela Sager, flauta
- Kevin Switalski, contrabajo
- Isabel Trautwein, violín
- Beth Woodside, violín
- Robert Woolfrey, clarinete

Orquesta Sinfónica de Detroit
- Ian Ding, percusión
- Brian Jones, timbales
- Laura Rowe, violín
- Kenneth Thompkins, trombón

Orquesta Sinfónica de Minnesota
- Steven Campbell, tuba
- Si-Fei Cheng, viola
- Matthew Frischman, contrabajo
- Marni Hougham, oboe
- Christopher Marshall, fagot
- Kathryn Nettleman, contrabajo
- Milana Reiche, violín
- Michael Sutton, violín

Orquesta Sinfónica de Pittsburgh
- Jeremy Branson, percusión
- Ellen Chen-Livingston, violín
- Craig Knox, tuba
- Dennis O’Boyle, violín
- Philip Pandolfi, fagot
- Yuko Uchiyama, violín
- Andrew Wickesberg, viola
- Aaron White, contrabajo

Orquesta Sinfónica de Saint Louis
- Carolyn Banham, oboe
- David DiRiso, contrabajo
- Sébastien Gingras, violonchelo
- Erik Harris, contrabajo
- Sarah Hogan, contrabajo
- William James, percusión
- Eva Kozma, violín
- Bjorn Ranheim, violonchelo
- Shawn Weil, violín

Orquesta Sinfónica de San Francisco
- Raushan Akhmedyarova, violín
- Daniel Carlson, violín
- Jonathan Fischer, oboe
- Ben Freimuth, clarinete
- David Herbert, timbales
- Mark Inouye, trompeta
- In Sun Jang, violín
- Naomi Kazama, violín
- Scott Pingel, contrabajo
- Chen Zhao, violín

## Discografía selecta
- Tangazo. Music Of Latin America: Piazzolla, Caturla, Ginastera, Chávez. Tilson Thomas
- The Music of Ingolf Dahl. Tilson Thomas
- Alma Brasileira. Music Of Villa-lobos. Tilson Thomas, Renée Fleming